# Ebersberg (districte)
Ebersberg és un districte a Baviera, Alemanya. És limitat pels (seguint les agulles del rellotge des del nord) districtes d'Erding, Mühldorf, Rosenheim i Múnic.

## Història
L'esdeveniment més important en la història del districte va ser la batalla de Hohenlinden el 3 de desembre de 1800, sent part de les Guerres Napoleòniques.

## Geografia
El districte inclou les zones rurals a l'est de la ciutat de Múnic. Tot i la proximitat de Múnic hi ha una baixa urbanització de la zona. Al nord hi ha una àrea contigua del boscos amb 80 km², que serveix com a àrea de recreació per a la poblacio de la capital bavaresa. El bosc es compon de tres separats àrees no incorporades, Anzinger Forst, Ebersberger Forst, i Eglhartinger Forst.

## Escut d'armes
Ambdues parts de la paraula "Ebersberg": el senglar ("Eber" en alemany) sobre una muntanya ("Berg" en alemany). Aquests dos símbols són part de les armes de la ciutat d'Ebersberg. A més dels braços del districte s'inclou un avet, símbol dels boscos de la regió.

## Ciutats i Municipis
| Ciutats                 | Municipis                                                                                                  | |
| ----------------------- | --- | --- |
| 1. Ebersberg 2. Grafing | 1. Anzing 2. Aßling 3. Baiern 4. Bruck 5. Egmating 6. Emmering 7. Forstinning 8. Frauenneuharting 9. Glonn | 1. Hohenlinden 2. Kirchseeon 3. Markt Schwaben 4. Moosach 5. Oberpframmern 6. Pliening 7. Poing 8. Steinhöring 9. Vaterstetten 10. Zorneding |

Àrees no incorporades
1. Anzinger Forst
2. Ebersberger Forst
3. Eglhartinger Forst

### Ciutats i pobles del districte abans de la reforma del govern local 1971/78
Abans de la reforma, el districte d'Ebersberg tenia 29 comunitats (vegeu llista a baix). El 1900, hi va haver dos més. Ottenhofen va ser afegit el 1928 del Bezirksamt Erding. La comunitat d'Oexing va ser afegida el 1933 després d'incorporar-se a Grafing b.München.
Al nord de la província fronterera en el Landkreis Erding, a l'est amb el Landkreis Wasserburg a.Inn, al sud amb el Landkreis Bad Aibling i a l'oest pel Landkreis München.
Les comunitats del districte abans de la reforma municipal d'Ebersberg de 1971/78. (Les comunitats que existeixen en l'actualitat, són marcades en negreta.)
| Antic municipi                                                                             | Actual municipi   | Districte actual    |
| ------------------------------------------------------------------------------------------ | ----------------- | ------------------- |
| Anzing                                                                                     | Anzing            | Landkreis Ebersberg |
| Aßling                                                                                     | Aßling            | Landkreis Ebersberg |
| Baiern                                                                                     | Baiern            | Landkreis Ebersberg |
| Bruck                                                                                      | Bruck             | Landkreis Ebersberg |
| Ebersberg (Des de 1954, la ciutat)                                                         | Ebersberg         | Landkreis Ebersberg |
| Egmating                                                                                   | Egmating          | Landkreis Ebersberg |
| Elkofen                                                                                    | Grafing b.München | Landkreis Ebersberg |
| Forstinning                                                                                | Forstinning       | Landkreis Ebersberg |
| Frauenneuharting                                                                           | Frauenneuharting  | Landkreis Ebersberg |
| Gelting                                                                                    | Pliening          | Landkreis Ebersberg |
| Glonn (mercat des de l'any 1901)                                                           | Glonn             | Landkreis Ebersberg |
| Grafing b.München (Des de 1953, la ciutat; destinat al 1953 Markt Grafing)                 | Grafing b.München | Landkreis Ebersberg |
| Hohenlinden                                                                                | Hohenlinden       | Landkreis Ebersberg |
| Kirchseeon (mercat des l'any 1959; La congregació va ser anomenada al 1939 per Eglharting) | Kirchseeon        | Landkreis Ebersberg |
| Lampferding                                                                                | Tuntenhausen      | Landkreis Rosenheim |
| Loitersdorf                                                                                | Aßling            | Landkreis Ebersberg |
| Markt Schwaben (Mercat; destinat al 1922 Schwaben)                                         | Markt Schwaben    | Landkreis Ebersberg |
| Moosach                                                                                    | Moosach           | Landkreis Ebersberg |
| Nettelkofen                                                                                | Grafing b.München | Landkreis Ebersberg |
| Oberndorf                                                                                  | Ebersberg         | Landkreis Ebersberg |
| Oberpframmern                                                                              | Oberpframmern     | Landkreis Ebersberg |
| Parsdorf (comunitat des de 1978 Vaterstetten)                                              | Vaterstetten      | Landkreis Ebersberg |
| Pliening                                                                                   | Pliening          | Landkreis Ebersberg |
| Poing                                                                                      | Poing             | Landkreis Ebersberg |
| Pöring                                                                                     | Zorneding         | Landkreis Ebersberg |
| Schalldorf (comunitat des de 1978 Emmering)                                                | Emmering          | Landkreis Ebersberg |
| Steinhöring                                                                                | Steinhöring       | Landkreis Ebersberg |
| Straußdorf                                                                                 | Grafing b.München | Landkreis Ebersberg |
| Zorneding                                                                                  | Zorneding         | Landkreis Ebersberg |